# Stand Florio
Lo Stand Florio è un edificio costruito dalla famiglia Florio su progetto di Ernesto Basile nel 1905 sul litorale meridionale di Palermo, in via Messina Marine n. 40.

## Storia
L'edificio è stato realizzato solo in parte visto che il progetto originale comprendeva un ampio Kursaal sul mare, venne utilizzato a lungo per gare di tiro al piccione e di sport acquatici da parte della nobiltà palermitana. Successivamente durante la guerra venne utilizzato come magazzino per le truppe, al termine della quale venne acquisito dal vicino Ospedale Buccheri La Ferla per farne un solarium. La costruzione originale era stata largamente manomessa perché lasciata per lunghi anni in abbandono. A partire dal 1985 sono stati effettuati interventi di restauro e oggi l'edificio accoglie eventi culturali.

## Stile
Lo stile è profondamente segnato dalla cultura islamica, inoltre è una delle prime strutture siciliane di età moderna costruite utilizzando il ferro. Al centro presenta una cupola rossa con pinnacolo.